# Carpenterella molinea
Carpenterella molinea är en svampart som beskrevs av Tehon & H.A. Harris 1941. Carpenterella molinea ingår i släktet Carpenterella och familjen Synchytriaceae.   Inga underarter finns listade i Catalogue of Life.